# コレスト-5-エン-3β,7α-ジオール-3β-デヒドロゲナーゼ
コレスト-5-エン-3β,7α-ジオール-3β-デヒドロゲナーゼ（cholest-5-ene-3β,7α-diol 3β-dehydrogenase）は、次の化学反応を触媒する酸化還元酵素である。
コレスト-5-エン-3β,7α-ジオール + NAD+ {\displaystyle \rightleftharpoons } 7α-ヒドロキシコレスト-4-エン-3-オン + NADH + H+
組織名はcholest-5-ene-3β,7α-diol:NAD+ 3-oxidoreductaseで、別名に3β-hydroxy-Δ5-C27-steroid oxidoreductaseがある。ヒトではhydroxy-Δ-5-steroid dehydrogenase, 3 β- and steroid delta-isomerase 7 もしくは HSD3B7として知られ、HSD3B7遺伝子にコードされている。

## 機能
コレステロールからの胆汁酸合成の初期段階に関与しており、短鎖デヒドロゲナーセ/レダクターゼの一つである。この酵素は膜結合性の小胞体タンパク質で、7α-ヒドロキシステロールに対しての活性を持つ。

## 臨床的有意性
HSD3B7遺伝子の突然変異は、進行性肝疾患の胆汁鬱滞の原因となる先天性の胆汁酸合成障害に関連している。 